# Nadeschda Mefodijewna Semenzowa

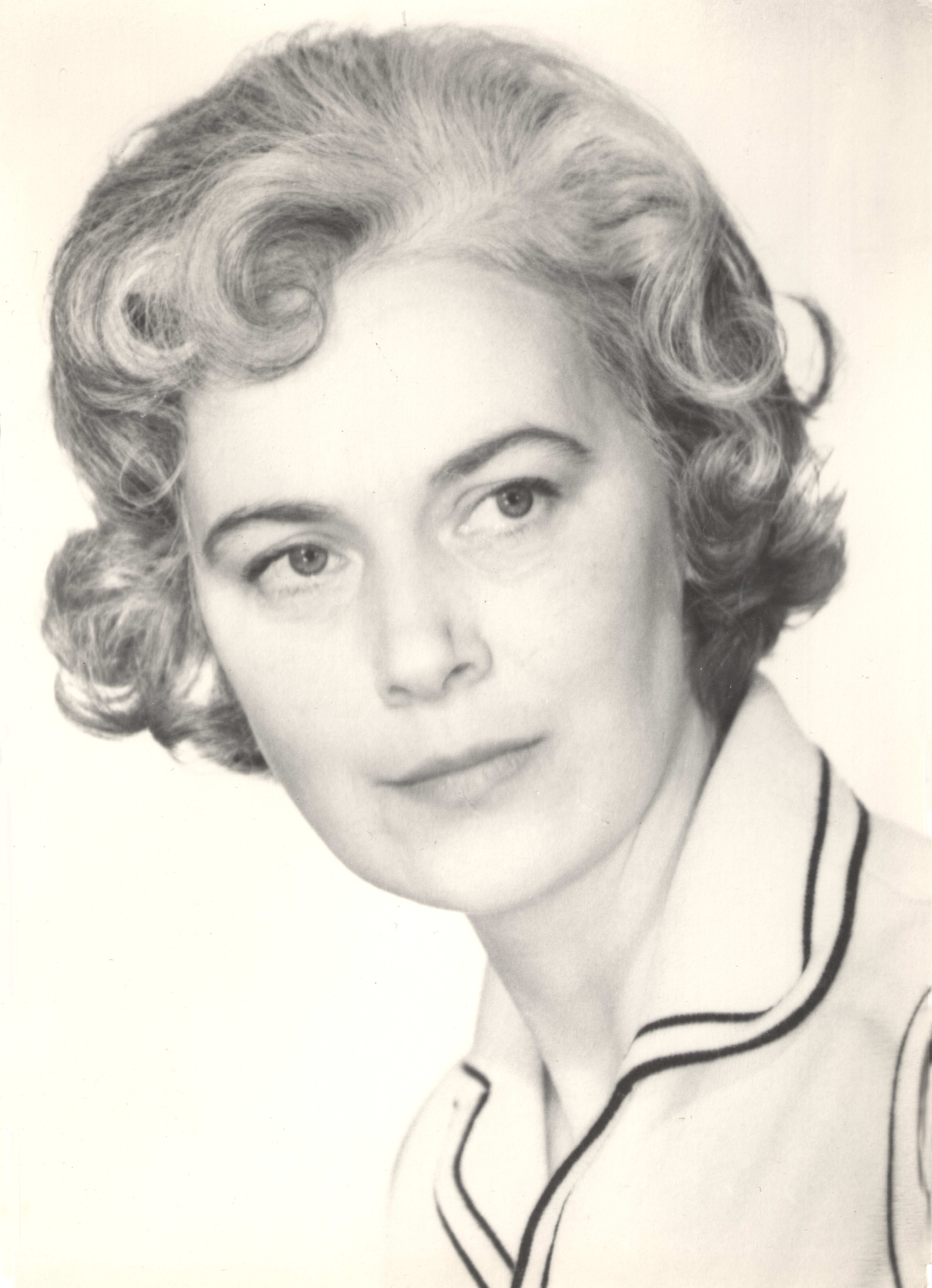
Nadeschda Mefodijewna Semenzowa, 1978

Nadeschda Mefodijewna Semenzowa (russisch Надежда Мефодиевна Семенцова; auch Nadeschda Mefodijewna Wiktorowa russisch Надежда Мефодиевна Викторова; * 11. Dezember 1927 in Dnepropetrowsk, Ukrainische SSR, Sowjetunion; † 19. Februar 2001 in Moskau) war eine sowjetische Theater- und Film-Schauspielerin.

## Leben und Leistungen
Semenzowa besuchte bis 1951 die Schtschukin-Theaterhochschule und trat danach ein Jahr am Jugendtheater der Oblast Moskau auf, u. a. in Ostrowskis Diebe und Liebe. Von 1967 bis 1989 war sie außerdem am Moskauer Staatstheater der Kinodarsteller zu sehen.
Ihr Filmdebüt gab Semenzowa 1954 in einer ungelisteten Rolle in Верные друзья (Wernye drusja). Bis Ende der 1950er Jahre folgten weiter vereinzelte Rollen, ehe sie 1960 vom Studio Belarusfilm unter Vertrag genommen wurde und dort bis 1966 wirkte. Semenzowa war an 41 Filmen beteiligt. 1958 begann die Zusammenarbeit mit ihrem Ehemann, dem Regisseur Ritschard Nikolajewitsch Wiktorow (1929–1983), zu dessen festem Ensemble sie von da an gehörte. Bekannt wurde sie v. a. durch ihre Auftritte in seinen Science-Fiction-Filmen Start zur Kassiopeia (1974), Roboter im Sternbild Kassiopeia (1975), Die Frau aus dem All (1981), an dessen Drehbuch Kir Bulytschow beteiligt war, und Комета (Kometa, 1984), Wiktorows letztem Film. Darüber hinaus spielte sie häufig in Dramen und Melodramen. Semenzowa war in der Regel als Nebendarstellerin zu sehen, lediglich in Die Frau aus dem All und Комета gab sie Hauptrollen. Nach Wiktorows Tod trat sie unter dessen Familiennamen auf, der auch in ihren Grabstein eingraviert ist. Ihr letzter Film war Вот такая история... (Wot takaja istorija, 1987).

## Privates
Aus Semenzowas Ehe mit Ritschard Wiktorow gingen die Kinder Anna (* 3. Dezember 1959) und Nikolai (* 27. Dezember 1964) hervor. Beide spielten vereinzelte Filmrollen, Anna ist jedoch hauptberuflich Fernsehregisseurin, während Nikolai als Werbe- und Dokumentarfilmer, Produzent und Drehbuchautor tätig ist. Er gehört ferner dem Russischen Verband der Kameraleute an.
Semenzowa starb 73-jährig in Moskau und wurde neben ihrem Mann auf dem Mitinski-Friedhof, Abschnitt 65, beigesetzt.

## Filmografie (Auswahl)
- 1956: Mein Freund der Matrose (Matros Tschischik)
- 1956: Nun schlägt’s 13! (Karnawalnaja notsch)
- 1967: Aladins Wunderlampe (Wolschebnaja lampa Aladdina)
- 1974: Start zur Kassiopeia (Moskwa – Kassiopeja)
- 1975: Roboter im Sternbild Kassiopeia (Otroki wo Wselennoi)
- 1976: Soldaten der Freiheit (Soldaty swobody) (2-teiliger Fernsehfilm)
- 1977: Mimino
- 1981: Die Frau aus dem All (Tscheres ternii k swjosdam)
- 1983: Heißer Sommer in Kabul (Scharkoje leto w Kabule)